# Jakob Lohr
Jakob Lohr (* 23. August 2002) ist ein österreichischer Basketballspieler.

## Werdegang
Lohr wurde beim Wiener Verein Vienna D.C. Timberwolves ausgebildet und kam im Spieljahr 2018/19 zu seinem ersten Einsatz in der höchsten Spielklasse Österreichs, der Superliga. In der Saison 2019/20 sammelte er Spielerfahrung beim Zweitligisten Sportunion Deutsch Wagram und wurde beginnend mit der Saison 2020/21 fixes Mitglied im Superliga-Aufgebot der Vienna D.C. Timberwolves.
In der Sommerpause 2023 wurde Lohr vom amtierenden Meister Swans Gmunden unter Vertrag genommen.

### Nationalmannschaft
Anfang August 2021 wurde Lohr von Trainer Raoul Korner erstmals in einem Länderspiel von Österreichs Herrennationalmannschaft eingesetzt.